# Dudley Marjoribanks, 3. Baron Tweedmouth
Dudley Churchill Marjoribanks, 3. Baron Tweedmouth (* 2. März 1874; † 23. April 1935), war ein britischer Adliger und Politiker.

## Familie
Marjoribanks war ein Sohn von Edward Marjoribanks, 2. Baron Tweedmouth, und von Lady Fanny Spencer-Churchill, einer Tochter von John Spencer-Churchill, 7. Duke of Marlborough. Tweedmouth war ein Neffe des Politikers Lord Randolph Churchill und ein Cousin von Sir Winston Churchill.
Er heiratete 1901 Lady Muriel Brodick, eine Tochter von St John Brodrick, 1. Earl of Midleton. Das Ehepaar hatte zwei Töchter. Da Marjoribanks keinen männlichen Erben hatte, erlosch der Titel Baron Tweedmouth mit seinem Tod.

## Politisches Wirken
Nachdem er im Burenkrieg als Offizier gedient hatte, saß Marjoribanks seit dem Tod seines Vaters 1909 bis zu seinem eigenen Ableben im Jahre 1935 im House of Lords, dem britischen Oberhaus. Daneben war er Lord in Waiting von Eduard VII. und George V.